# 안드리 칼라슈니코우
안드리 미콜라요비치 칼라슈니코우(우크라이나어: Андрі́й Микола́йович Кала́шников, 러시아어: Андре́й Никола́евич Кала́шников 안드레이 니콜라예비치 칼라시니코프[*], 1964년 11월 20일~)는 우크라이나의 레슬링 선수이다. 1996년 하계 올림픽 그레코로만형 남자 플라이급에서 동메달을 획득했다.